# Lophogastrida
Ordre
Lophogastrida est un ordre de crustacés appartenant au super-ordre des Péracarides et à la classe Malacostraca.

## Liste desfamilles
Selon World Register of Marine Species (15 février 2016) :
- famille Eucopiidae G.O. Sars, 1885
- famille Gnathophausiidae Udrescu, 1984
- famille Lophogastridae G.O. Sars, 1870
- famille Peachocarididae Schram, 1986 †